# وارين باريش
وارين باريش (بالإنجليزية: Warren Parrish)‏ هو رجل دين أمريكي، ولد في 10 يناير 1803 في ميندون في الولايات المتحدة، وتوفي في 3 يناير 1877 في إمبوريا في الولايات المتحدة.